# 弗雷迪·伍德曼
弗雷迪·伍德曼（英語：Freddie Woodman；1997年3月4日—）是一位英格蘭足球運動員。在場上司職守門員。現效力於英超球隊利物浦。